# Savignac-de-Miremont
Savignac-de-Miremont település Franciaországban, Dordogne megyében. Lakosainak száma 174 fő (2022. január 1.). Savignac-de-Miremont Fleurac, Le Bugue, Les Eyzies, Journiac és Mauzens-et-Miremont községekkel határos.

## Népesség
A település népessége az elmúlt években az alábbi módon változott:
| Lakosok száma | 125  | 108  | 107  | 136  | 171  | 172  | 177  | 179  | 178  | 174  |
|               | 1968 | 1982 | 1990 | 2006 | 2013 | 2015 | 2017 | 2019 | 2020 | 2022 |